# Gouvernement Sorsa III
République de Finlande
Koivisto II Sorsa IV
Le gouvernement Sorsa III est le 62ème gouvernement de la République de Finlande,.
Le gouvernement a siégé du 19 février 1982 au 6 mai 1983. 
Le Premier ministre est Kalevi Sorsa. 

## Composition
Le gouvernement est composé des ministres suivants:
| Ministère                           | Ministre           | Période    | Période    | Parti | Parti           |
| ----------------------------------- | ------------------ | ---------- | ---------- | ----- | --------------- |
| Premier ministre                    | Kalevi Sorsa       | 19.2.1982  | 6.5.1983   |       | SDP             |
| Ministre des Affaires étrangères    | Pär Stenbäck       | 19.2.1982  | 6.5.1983   |       | RKP             |
| Ministre de la Justice              | Christoffer Taxell | 19.2.1982  | 6.5.1983   |       | RKP             |
| Ministre de l'Intérieur             | Matti Ahde         | 19.2.1982  | 6.5.1983   |       | SDP             |
| Ministre de la Défense              | Juhani Saukkonen   | 19.2.1982  | 6.5.1983   |       | Parti du centre |
| Ministre des Finances               | Ahti Pekkala       | 19.2.1982  | 6.5.1983   |       | Parti du centre |
| Vice-ministre des Finances          | Mauno Forsman      | 20.10.1954 | 26.2.1956  |       | SDP             |
| Vice-ministre des Finances          | Jermu Laine        | 15.9.1982  | 6.5.1983   |       | SDP             |
| Ministre de l'Éducation             | Kalevi Kivistö     | 19.2.1982  | 31.12.1982 |       | SKDL            |
| Ministre de l'Éducation             | Kaarina Suonio     | 31.12.1982 | 6.5.1983   |       | SDP             |
| Vice-Ministre de l'Éducation        | Kaarina Suonio     | 19.2.1982  | 31.12.1982 |       | SDP             |
| Vice-Ministre de l'Éducation        | Arvo Salo          | 31.12.1982 | 6.5.1983   |       | SDP             |
| Ministre de l'Agriculture           | Taisto Tähkämaa    | 19.2.1982  | 6.5.1983   |       | Parti du centre |
| Ministre des transports             | Jarmo Wahlström    | 19.2.1982  | 31.12.1982 |       | SKDL            |
| Ministre des transports             | Reino Breilin      | 31.12.1982 | 6.5.1983   |       | SDP             |
| Ministre de l'emploi                | Matti Ahde         | 19.2.1982  | 6.5.1983   |       | SDP             |
| Ministre de l'emploi                | Marjatta Väänänen  | 19.2.1982  | 6.5.1983   |       | Parti du centre |
| Ministre des Affaires sociales      | Jacob Söderman     | 19.2.1982  | 6.5.1983   |       | SDP             |
| Ministre des Affaires sociales      | Vappu Taipale      | 1.7.1982   | 6.5.1983   |       | SDP             |
| Vice-ministre des Affaires sociales | Matti Ahde         | 20.10.1954 | 3.3.1956   |       | SDP             |
| Vice-ministre des Affaires sociales | Marjatta Väänänen  | 19.2.1982  | 6.5.1983   |       | Parti du centre |